# تبثد (بعدان)

تعديل مصدري - تعديل

تيثد هي إحدى قرى عزلة دلال بمديرية بعدان التابعة لمحافظة إب، بلغ تعداد سكانها 477 نسمة حسب تعداد اليمن لعام 2004.